# Rhinobatos cemiculus
Espèce
Statut de conservation UICN

CRA4bd : 
En danger critique
La Raie requin (Rhinobatos cemiculus, ou aussi Glaucostegus cemiculus) est une espèce de raies de la famille des Rhinobatidae.
Le genre Rhinobatos est mal connu et la classification des différentes espèces y est encore incertaine.
La raie-requin est un poisson des profondeurs qui se nourrit de crustacés, d'autres invertébrés et de poissons. 
Soumise à la pression de la pêche intensive, sa population est en déclin.

## Status
La raie-requin a une faible fécondité. Ses nageoires sont particulièrement recherchées sur les marchés asiatiques, mais l'ensemble est également utilisé comme nourriture. Elle est qualifiée comme étant en "danger critique d'extinction" selon l'union international pour la conservation de la nature.